# Konami NWK-TR
Konami NWK-TR es una placa de arcade creada por Konami destinada a los salones arcade.

## Descripción
El Konami NWK-TR fue lanzada por Konami en 1998.
Posee un procesador PowerPC PC403e @ 33 MHz. y tiene un procesador de sonido 68EC000 trabajando a 16 MHz., además tiene 4 Chips de video 3DFX y en esta placa solo funcionaron juegos de conducción.
En esta placa funcionaron 3 títulos.

## Especificaciones técnicas

### Procesador
- PowerPC PC403e @ 33 MHz.

### Audio
- 68EC000 trabajando a 16 MHz.

Chips de Sonido:
- - Ricoh RF5C400 PCM 32 Canales de sonido, 44.1 kHz Stereo Output, 3D Effect Spatializer

### Video
- 4x 3DFX Chips (2 para procesador de pixeles y 2 para procesador de texturas) por tarjeta
- Chip matemático 3D : Analog Devices ADSP-21062 (SHARC) @ 40 MHz
- Chip de Control: AMD Mach 111 N676B1
- Resolución de video: 640 x 400 Pixeles
- Colores : 16 bit Color x 2
- Raster System : 144 bits/pixel Frame Buffer including 24 bit Color x 2, 8 bit Alpha, 32bit Depth (Floating Point Z-buffers), 12 bit Stencil, 256 Level alpha Blending, Polygon & Wire Frame Rasterization
- Render: 1-5 Millones de Polígonos/sec, 50-250 Millones de Pixeles/sec,
- Capabilitys : Anti-aliasing by Subpixel Sampling, Flat Shading, Gouraud Shading, Up to 8 Light Sources consisting of parallel light , point light, & spot light, Linear Fog, Exponential Fog, Particle Emulation, 6 Clip Planes, Mapping with Perspective Correction, Mipmap Support ,Bilinear & Trilinear Filtering, Real-time Texture Loading System

### Red
100meg High Speed Network Communication 

## Lista de videojuegos
- Racing Jam
- Racing Jam: Chapter 2
- Thrill Drive